# Баумгартнер, Феликс
Фе́ликс Баумга́ртнер (нем. Felix Baumgartner; 20 апреля 1969[…], Зальцбург — 17 июля 2025, Порто-Сант-Эльпидио, Марке) — австрийский парашютист, бейсджампер. Получил известность особой опасностью исполняемых им трюков. В прошлом служил в австрийской армии, где занимался прыжками с парашютом.

## Биография
Родился 20 апреля 1969 года в Зальцбурге, Австрия.
В 1999 году он установил мировой рекорд, совершив самый высокий прыжок с парашютом со здания, когда спрыгнул с башни Петронас в Куала-Лумпуре, Малайзия. 31 июля 2003 года Баумгартнер стал первым человеком, перелетевшим через весь Ла-Манш с помощью специально сделанного для этого случая крыла из углеродного волокна.
Баумгартнер также установил мировой рекорд по самому низкому прыжку в бейсджампинге, когда прыгнул с высоты 29 метров (95 футов) с руки статуи Христа-Искупителя в Рио-де-Жанейро.
Он стал первым человеком, который совершил прыжок с завершённого виадука Мийо во Франции 27 июня 2004 года, и первым человеком, прыгнувшим со здания Turning Torso (Мальмё, Швеция) 18 августа 2006 года.
12 декабря 2007 года он стал первым человеком, прыгнувшим с 90-го этажа (высота около 390 метров или 1280 футов) самого высокого построенного на тот момент здания в мире — Тайбэй 101 (Тайбэй, Тайвань).
СМИ 2012 года сообщают о его новых прыжках.
Баумгартнер возражает, когда его называют «адреналиновым наркоманом», он считает себя просто человеком, «который любит сложные задачи».
Погиб 17 июля 2025 года в возрасте 56 лет во время полёта на параплане в Порто-Сант-Эльпидио (Фермо), Италия. Он потерял управление и упал в бассейн на прибрежном курорте.
Похоронен в Зальцбурге.

## Red Bull Stratos

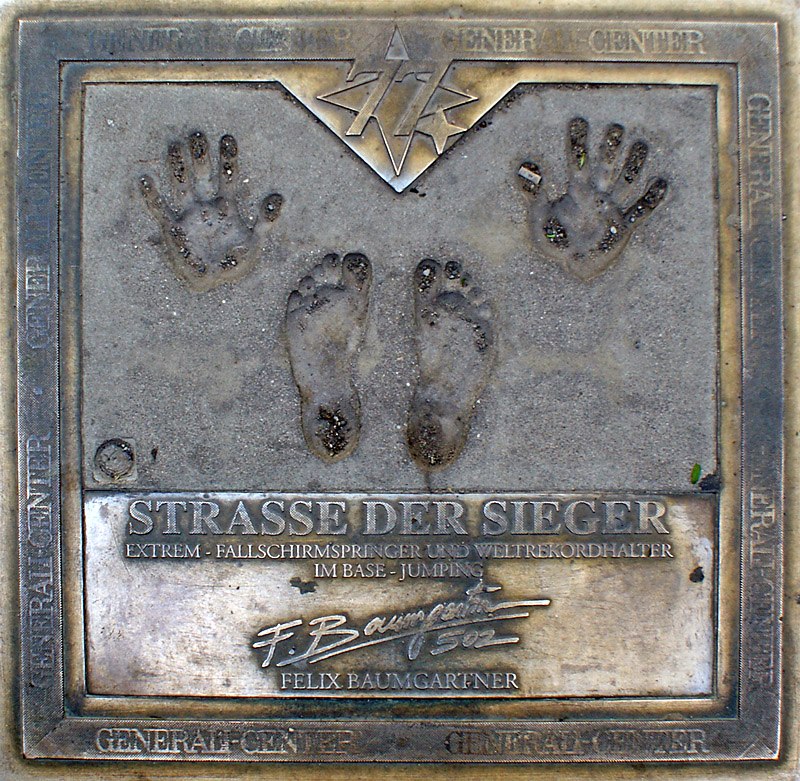
Плита почёта в Вене на улице победителей с автографом Феликса Баумгартнера

С 1988 года Баумгартнер сотрудничал с компанией Red Bull.
В январе 2010 года появилось сообщение о том, что он подписал соглашение с Red Bull и собирается совершить прыжок с парашютом с высоты 36,6 километра (120 000 футов), находясь на воздушном шаре, что в случае успеха сделает его первым парашютистом, преодолевшим в прыжке звуковой барьер. Во время многочасовых тренировок в костюме и шлеме Феликс начал замечать проявления клаустрофобии, с помощью спортивного психолога и других специалистов он смог её побороть.
Первый прыжок должен был состояться 8 октября, но из-за погодных условий его пришлось перенести на 14 октября 2012 года.
14 октября 2012 года состоялся успешный прыжок Red Bull Stratos с высоты 39 километров (128 100 футов). По уточнённым данным, которые приводит газета Die Welt, прыжок состоялся с высоты 38 969,4 метра. Парашютист благополучно приземлился в окрестностях города Розуэлл американского штата Нью-Мексико.
На момент события зарегистрированы четыре новых рекорда Баумгартнера — самая большая высота прыжка с парашютом, самая большая дистанция свободного падения, самый высокий пилотируемый полёт на стратостате и самая высокая скорость свободного падения, которая превысила скорость звука и составила 1357,6 километра в час. В свободном падении спортсмен находился 36 402,6 метра, время свободного полёта составило 4 минуты 20 секунд. Рекорд длительности свободного падения устоял: 4 минуты 36 секунд падения с использованием стабилизирующего парашюта в 1960 году удался американскому лётчику Джозефу Киттингеру, который на сей раз помогал Баумгартнеру в подготовке прыжка. До прыжка Феликса официальный рекорд дистанции свободного падения (24 500 м), по версии ФАИ принадлежал Герою Советского Союза Евгению Андрееву.
22 февраля 2013 года ФАИ ратифицировала 3 официальных мировых рекорда — высота прыжка 38969,4 м, расстояние в свободном падении 36402,6 м и скорость падения 1357,6 км/час. Все рекорды были записаны на счет Баумгартнера.
Прыжок транслировался на YouTube по всему миру, всего трансляцию смотрело более 8 миллионов человек. Рекорд высоты продержался до 25 октября 2014 г., когда он был побит одним из топ-менеджеров Google Аланом Юстасом, который прыгнул с высоты 41420 м. Дистанция свободного падения 37617 м также выше, чем у Баумгартнера. Однако ввиду того, что Юстас использовал стабилизирующий парашют, рекорды дистанции падения и вертикальной скорости (1321 км/час) выделяются ФАИ в отдельную категорию.

## Судимость
В 2010 году Баумгартнер, вмешавшись в конфликт между водителем греческого грузовика и владельцем легковой машины с немецкими номерами, нанёс водителю грузовика удар в лицо. В апреле 2012 года суд первой инстанции признал Баумгартнера виновным в нанесении телесных повреждений. 6 ноября 2012 года коллегия земельного суда Зальцбурга отклонила поданную апелляцию и утвердила приговор, согласно которому Баумгартнер должен выплатить пострадавшему 1,5 тысячи евро. С 6 ноября 2012 года в течение пяти лет Баумгартнер фигурировал в официальном реестре лиц, имеющих судимость.

## Личная жизнь
Совершив рекордный прыжок, Баумгартнер сообщил, что впереди у него свадьба, а профессиональные планы связаны с работой горным спасателем.
Жил в Швейцарии и США. Имел также профессию пилота коммерческого вертолёта. Увлекался альпинизмом, боксом, мотокроссом, вертолётами и ралли.